# Ultima: Escape from Mt. Drash
Ultima: Escape from Mt. Drash é um jogo eletrônico de RPG e dungeon crawling desenvolvido e publicado pela Sierra On-Line para VIC-20 em 1983. No jogo, criaturas chamadas “garrintrots” aprisionaram o jogador no Monte Drash, e a tarefa do jogador é escapar das masmorras.
O jogo em si não se relaciona com a série Ultima em muitos aspectos. Ambos têm um cenário de fantasia, Mt. Drash é o nome de uma masmorra em Ultima I, e o nome “garrintrots” é um trocadilho com o sobrenome de Richard Garriott, mas não há mais semelhanças.
Décadas depois, o jogo se tornou muito procurado por colecionadores. A primeira cópia completa do jogo foi vendida no eBay em março de 2004 por mais de três mil dólares. A mesma unidade foi revendida em 2014, e cópias incompletas já foram vendidas por quase 700 dólares.